# Brezapelaren
Brezapelaren är en marmorpelare med en urgermansk runristning som på grafematisk basis daterats till 550-talet e.Kr. Pelaren hittades 1930 i en kyrkoruin i staden Breza nära Sarajevo i Bosnien och Hercegovina. Det fanns även annan graffiti, bestående av både runor och latinska bokstäver, runtom i ruinen.
Ristningen består av en icke fullständig futharkinskrift: f u þ a r k g w h n i j i p ï s t i i (=e) m i (=l).
Brezapelaren förvaras idag på den permanenta utställningen om tidig medeltid i Nationalmuseet i Sarajevo. 
Runologen doktor Tineke Looijenga skriver i sitt verk "Vem skrev Breza-runraden och varför", att hennes slutsats är: "Därför tycks langobarderna ha levt i Brezaregionen från cirka år 535 till 567, alltså runt trettio år. En av dessa har antagligen varit kandidaten som skrivit futharken på pelaren". Det finns dock inga andra arkeologiska bevis för langobardisk aktivitet i regionen. 
Brezafutharken finns på ett halvmeterlångt fragment och den är gjort på "fri hand" med 2,3 - 5,6 cm höga runor.